# Кроз васиону и векове
Кроз васиону и векове је научнофантастични роман српског научника Милутина Миланковића, настао у периоду 1925—1928. године. Као засебно дело први пут је објављено 1928. године у Летопису Матице српске,, после чега је доживело још 6 српских и 2 немачка издања. Роман описује древне цивилизације, античке, ренесансне и савремене мислиоце, Сунчев систем, достигнућа из области небеске механике, аутобиографске детаље, као и виђење будућности, о путовању на удаљена небеска тела много пре него што је до њих заиста и дошло. Према речима самог аутора Кроз васиону и векове по броју штампаних и продатих примерака је његово најчитаније дело.

## Историја
Милутин Миланковић је за време боравка на Семериншким планинама у Аустрији, још 1925. године дошао на идеју да опише развитак астрономије, научнике из ове области, као и велика открића у виду личних доживљаја. Током наредне три године написао је око тридесетак писама, која је упућивао непознатој пријатељици и објављивао их једном месечно у Летопису Матице српске. Ова писма, заједно са још њих неколико, укупно тридесетшест, под називом „Кроз васиону и векове. Писма једног астронома“ су објављена као засебно дело 1928. година.. Аутор га је затим проширио, превео на немачки језик и 1936. године објавио у издању књижара „Келер“ и „Амеланг“. За кратко време издато је и друго немачко издање. У Немачкој је дело годинама било лектира за средње школе у тамошњим школама Проширивањем и бољим међусобним повезивањем другог немачког издања, 1943. године настало је и друго српско издање, са тридесетседам писама, под називом „Кроз васиону и векове. Једна астрономија за свакога.“, које је објавило издавачко предузеће Југоисток.

## Школска лектира
Председник Српске академије наука и уметности је 2005. године покренуо иницијативу да Министарство просвете Миланковићево научно – популарно дело Кроз васиону и векове уврсти у школску лектиру, али од Министарства није добио чак ни одговор. Сада се налази у лектири за гимназије.